# Михневич, Чеслав
Че́слав Михне́вич (пол. Czesław Michniewicz; род. 12 февраля 1970, Берёзовка, Гродненская область) — польский футболист, вратарь. Главный тренер марокканского клуба «ФАР».

## Игровая карьера
Большую часть карьеры игрока провёл в малоизвестных коллективах, выступавших в низших дивизионах польского футбола. Наиболее известной командой, в которой играл Михневич, является «Балтык» из города Гдыня, где он выступал в 1985—1993 годах.

## Тренерская карьера
Первой командой в тренерской карьере Михневича стал познаньский «Лех», работать с которым он начал в сентябре 2003 года. Под его руководством клуб сумел выиграть в том сезоне Кубок и Суперкубок Польши. Окончательно специалист покинул коллектив в июне 2006 года.
Затем в октябре 2006 года он был назначен главным тренером клуба «Заглембе» из Любина, которому позже помог завоевать титул чемпиона страны.
В 2007 году наставник покинул коллектив. После этого в 2008 году Михневич возглавил «Арку» из Гдыни, успехов с которой, однако, добиться не сумел.
15 ноября 2010 года было официально объявлено о назначении Михневича главным тренером «Видзева» из Лодзи, где специалист проработал до 30 июня 2011 года. В период с 22 июля 2011 Михневич тренировал «Ягеллонию» из Белостока, однако был уволен уже 22 декабря того же года.
28 марта 2012 года варшавская «Полония» сообщила о заключении трудового соглашения с тренером, однако уже 8 мая 2012 Михневич был отправлен в отставку с занимаемой должности. В период с марта по октябрь 2013 года наставник возглавлял клуб «Подбескидзе» из города Бельско-Бяла.
После полуторагодичной паузы Михневич принял руководство командой «Погонь» из Щецина. Вместе со специалистом команда завершила чемпионат на шестом месте в турнирной таблице в сезоне 2015/16. Несмотря на лучший результат, достигнутый клубом за последние годы, его контракт не был продлён, и он покинул свой пост 30 июня 2016 года.
1 июля того же года Михневич стал тренером команды «Брук-Бет Термалица», которую тренировал вплоть до 22 марта 2017 года.
7 июля 2017 года он был назначен главным тренером национальной сборной Польши до 21 года. Победив Португалию в плей-офф, Польша под его руководством впервые с 1994 года квалифицировалась в финальный турнир чемпионата Европы — U 21 2019 года. 15 октября 2020 года его на данном посту сменил Мацей Столарчик.
21 сентября 2020 года Михневич был назначен тренером варшавской «Легии».
В первом официальном матче при новом наставнике польский клуб со счётом 2:0 обыграл косовскую «Дриту» в отборочном раунде Лиги Европы 2020/21. 18 октября 2020 года Михневич дебютировал в Экстраклассе, выиграв домашний поединок «Легии» против любинского «Заглембе» (2:1).
11 декабря 2020 года он был назван тренером месяца в высшей лиге польского первенства после успешного выступления «Легии» в ноябре. Ту же награду специалист завоевал и в марте 2021 года. 28 апреля 2021 года Михневич во второй раз в своей тренерской карьере стал чемпионом Польши.
26 августа 2021 года «Легия» во главе с Михневичем победила пражскую «Славию» и впервые за пять лет вышла в групповой этап Лиги Европы УЕФА. На групповом этапе Лиги Европы коллективу предстояло встретиться с английским «Лестер Сити», итальянским «Наполи» и московским «Спартаком».
Хотя «Легия» возглавила свою группу после побед над московским «Спартаком» и «Лестер Сити», результаты команды на внутренней арене пошли на спад.
После четырёх поражений подряд, набрав девять очков в десяти матчах и заняв 15-е место в турнирной таблице, Михневич подал в отставку 25 октября 2021 года.
В январе 2022 года было сообщено о том, что Михневич возглавит национальную команду Польши после увольнения португальца Паулу Соузы.
31 января 2022 года был официально объявлен наставником сборной Польши. Контракт Михневича с Польским футбольным союзом был рассчитан до конца 2022 года с возможностью последующего продления. 22 декабря покинул пост главного тренера сборной.
В июне 2023 стал тренером саудовского клуба «Абха».

## Биография и личная жизнь
Михневич родился 12 февраля 1970 года в городе Берёзовка Белорусской ССР, куда его мать приехала в гости к своим родственникам, однако вырос в польском городке Бискупце. 20 июня 1998 года Чеслав женился на Гражине Ржевуской, в браке с которой у него есть двое сыновей: футбольный тренер Матеуш (родился 22 января 2001 года) и Якуб (родился 13 августа 2003 года).